# Tamus Grande
Tamus Grande es un caserío peruano ubicado en el distrito de Ayabaca, perteneciente a la provincia homónima del departamento de Piura, al norte del Perú. 

## Ubicación
Tamus Grande se ubica al norte de la provincia de Ayabaca, en el distrito de Ayabaca, en el departamento de Piura.

## Demografía
En 2017 Tamus Grande tenía una población de 63 habitantes.
| Gráfica de evolución demográfica de Tamus Grande entre 1993 y 2017 |
|                                                                    |
| Fuentes: Población 1993 (junto con Tamus Chico) y 2017             |